# Football Club Turris 1944 1991-1992
Questa voce raccoglie le informazioni riguardanti la Football Club Turris 1944 nelle competizioni ufficiali della stagione 1991-1992.

## Rosa
| N. |                   | Ruolo | Calciatore             |
| -- | ----------------- | ----- | ---------------------- |
|    | Italia (bandiera) | A     | Raimondo Acampora      |
|    | Italia (bandiera) | C     | Roberto Antonaci       |
|    | Italia (bandiera) | A     | Giuseppe Balzano       |
|    | Italia (bandiera) | C     | Sebastiano Basile      |
|    | Italia (bandiera) | C     | Salvatore Cangiano     |
|    | Italia (bandiera) | C     | Ciro Castellano        |
|    | Italia (bandiera) | D     | Francesco Cetronio     |
|    | Italia (bandiera) | C     | Francesco Della Monica |
|    | Italia (bandiera) | P     | Francesco De Simone    |
|    | Italia (bandiera) |       | Di Franco              |
|    | Italia (bandiera) | A     | Alberto Diodicibus     |
|    | Italia (bandiera) | D     | Marcello Esposito      |
|    | Italia (bandiera) | A     | Marco Fida             |

| N. |                   | Ruolo | Calciatore            |
| -- | ----------------- | ----- | --------------------- |
|    | Italia (bandiera) | C     | Carmine Fruguglietti  |
|    | Italia (bandiera) | D     | Francesco Iannuzzi    |
|    | Italia (bandiera) | C     | Graziano Iscaro       |
|    | Italia (bandiera) | P     | Gennaro Lanzetta      |
|    | Italia (bandiera) |       | Marasco               |
|    | Italia (bandiera) | P     | Marchisio             |
|    | Italia (bandiera) | D     | Fabrizio Nofri Onofri |
|    | Italia (bandiera) | P     | Paolo Onorati         |
|    | Italia (bandiera) | A     | Nicola Palermo        |
|    | Italia (bandiera) | C     | Francesco Pesacane    |
|    | Italia (bandiera) | D     | Francesco Santoro     |
|    | Italia (bandiera) | A     | Giuseppe Smiraglia    |
|    | Italia (bandiera) |       | Zagari                |

## Risultati

### Campionato

#### Girone di andata
| 8 settembre 1991 1ª giornata | Turris | 2 – 1 | Formia |  |

| 15 settembre 1991 2ª giornata | Potenza | 0 – 0 | Turris |  |

| 22 settembre 1991 3ª giornata | Turris | 0 – 1 | Battipagliese |  |

| 29 settembre 1991 4ª giornata | Catanzaro | 1 – 0 | Turris |  |

| 6 ottobre 1991 5ª giornata | Turris | 1 – 1 | Altamura |  |

| 13 ottobre 1991 6ª giornata | Juventus Stabia | 2 – 0 | Turris |  |

| 20 ottobre 1991 7ª giornata | Matera | 2 – 0 | Turris |  |

| 27 ottobre 1991 8ª giornata | Turris | 2 – 1 | Cerveteri |  |

| 10 novembre 1991 9ª giornata | Atletico Leonzio | 5 – 2 | Turris |  |

| 17 novembre 1991 10ª giornata | Turris | 1 – 1 | Bisceglie |  |

| 24 novembre 1991 11ª giornata | Turris | 0 – 1 | Sangiuseppese |  |

| 1º dicembre 1991 12ª giornata | Campania | 1 – 1 | Turris |  |

| 8 dicembre 1991 13ª giornata | Savoia | 1 – 1 | Turris |  |

| 15 dicembre 1991 14ª giornata | Turris | 2 – 1 | Molfetta |  |

| 22 dicembre 1991 15ª giornata | Astrea | 1 – 1 | Turris |  |

| 5 gennaio 1992 16ª giornata | Turris | 2 – 1 | Trani |  |

| 12 gennaio 1992 17ª giornata | Latina | 1 – 1 | Turris |  |

| 19 gennaio 1992 18ª giornata | Turris | 0 – 0 | Lodigiani |  |

| 26 gennaio 1992 19ª giornata | Vigor Lamezia | 3 – 0 | Turris |  |

#### Girone di ritorno
| 9 febbraio 1992 20ª giornata | Formia | 0 – 0 | Turris |  |

| 16 febbraio 1992 21ª giornata | Turris | 0 – 0 | Potenza |  |

| 23 febbraio 1992 22ª giornata | Battipagliese | 0 – 0 | Turris |  |

| 1º marzo 1992 23ª giornata | Turris | 1 – 0 | Catanzaro |  |

| 8 marzo 1992 24ª giornata | Altamura | 5 – 0 | Turris |  |

| 15 marzo 1992 25ª giornata | Turris | 1 – 0 | Juventus Stabia |  |

| 22 marzo 1992 26ª giornata | Turris | 2 – 0 | Matera |  |

| 29 marzo 1992 27ª giornata | Cerveteri | 1 – 2 | Turris |  |

| 5 aprile 1992 28ª giornata | Turris | 1 – 1 | Atletico Leonzio |  |

| 12 aprile 1992 29ª giornata | Bisceglie | 1 – 0 | Turris |  |

| 26 aprile 1992 30ª giornata | Sangiuseppese | 0 – 0 | Turris |  |

| 3 maggio 1992 31ª giornata | Turris | 1 – 1 | Campania |  |

| 10 maggio 1992 32ª giornata | Turris | 1 – 0 | Savoia |  |

| 17 maggio 1992 33ª giornata | Molfetta | 1 – 0 | Turris |  |

| 24 maggio 1992 34ª giornata | Turris | 1 – 0 | Astrea |  |

| 31 maggio 1992 35ª giornata | Trani | 0 – 0 | Turris |  |

| 7 giugno 1992 36ª giornata | Turris | 2 – 2 | Latina |  |

| 14 giugno 1992 37ª giornata | Lodigiani | 2 – 1 | Turris |  |

| 21 giugno 1992 38ª giornata | Turris | 1 – 2 | Vigor Lamezia |  |